# Hypolobocera gracilignatha
Hypolobocera gracilignatha is een krabbensoort uit de familie van de Pseudothelphusidae. De wetenschappelijke naam van de soort is voor het eerst geldig gepubliceerd in 1972 door Pretzmann.